# Combate naval de El Espinillo
El combate naval de El Espinillo o batalla naval del Espinillo, fue un enfrentamiento entre barcos de la Armada Argentina que tuvo lugar el 29 de septiembre de 1893 en el río Paraná, frente a la isla del Espinillo (provincia de Entre Ríos) cerca de la ciudad de Rosario, provincia de Santa Fe, en la República Argentina. El combate se produjo a causa de una sublevación contra el Gobierno Nacional durante la Revolución de 1893 protagonizada por el partido Unión Cívica Radical. Fue el principal enfrentamiento entre unidades acorazadas de la Argentina.
Luego de que comenzara la sublevación radical, el día 24 de septiembre el acorazado clase Monitor ARA Los Andes zarpó del puerto de Tigre con rumbo a la Provincia de Santa Fe con el objeto de transportar armas para las fuerzas leales al Gobierno en esa provincia. Cuando navegaba por el río Paraná, el 26 de septiembre se sublevó la plana mayor del buque adhiriendo a la revolución radical y cambiando el rumbo hacia Rosario, punto en el cual entregaron las armas transportadas a los sublevados. Al tomar conocimiento del hecho el Gobierno Nacional, ordenó que el acorazado de río ARA Independencia y la torpedera de mar ARA Espora se dirigieran inmediatamente en busca del barco sublevado, que ya se había apoderado del remolcador Victoria R. En las cercanías del El Tonelero los marinos del ARA Los Andes avistaron a los barcos que se dirigían en su búsqueda, logrando mantenerse ocultos.

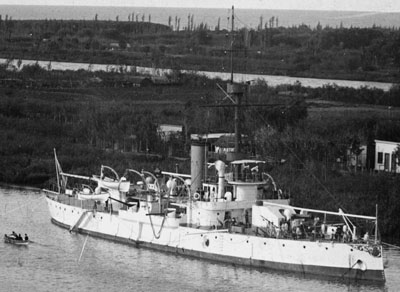
Acorazado de río ARA Independencia.

## El combate

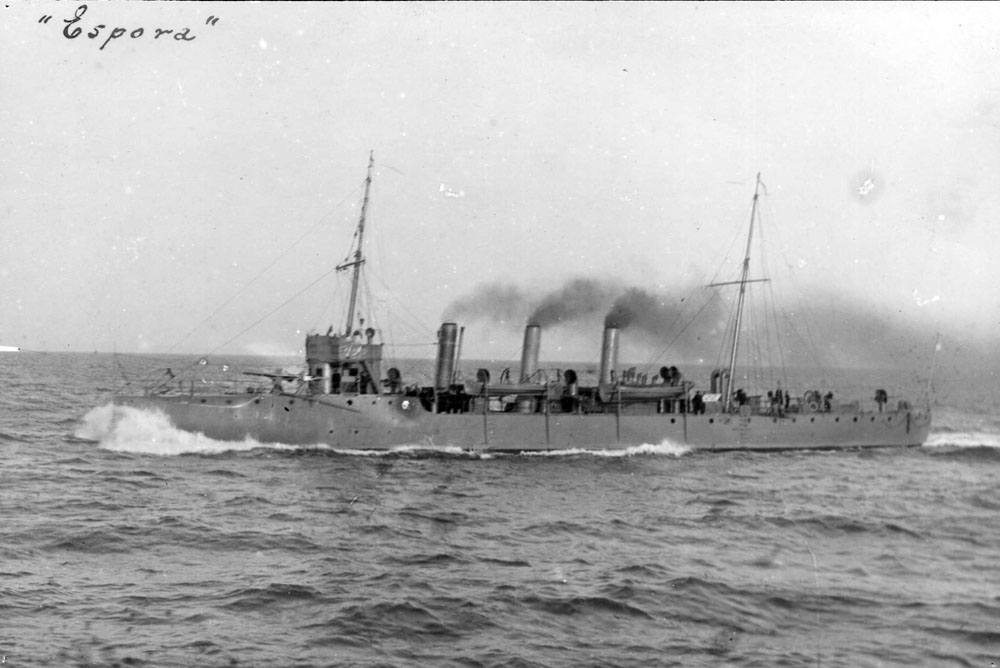
Torpedera de mar ARA Espora.

El 29 de septiembre a las 10:20 , el ARA Los Andes, junto al remolcador, se encontraba varado de proa al norte de Rosario sobre el banco del "Espinillo", cuando fue avistado por el ARA Espora, no pudiendo acercarse el ARA Independencia debido a su calado. A las 11:25, cuando se hallaban separados por 4 km, el ARA Los Andes abrió fuego sobre el ARA Espora con sus dos cañones de 200 mm, sin alcanzarlo. El ARA Espora, capitaneado por el entonces Capitán de Fragata Manuel José García Mansilla respondió el fuego con sus cañones de proa Nordenfeldt de 75 mm (ya que de usar sus torpedos hundiría al buque). Desde el ARA Los Andes se dispararon dos salvas más sobre el ARA Espora. Cuando el ARA Independencia logró situarse a 4.000 m del ARA Los Andes, abrió fuego sobre él con su cañón Krupp de proa de 240 mm, y durante 50 min ambas fuerzas intercambiaron disparos de artillería pesada, a los que se sumaron los realizados con la artillería liviana del puerto de Rosario (en manos de los sublevados que tenían una batería volante). Alcanzado por algunos disparos, el ARA Los Andes se refugió entre buques comerciales extranjeros que se hallaban en el puerto, produciéndose el alto al fuego a las 12:32 desde los barcos leales al gobierno.
El ARA Los Andes realizó en total 17 salvas de artillería, mientras que sus contrincantes efectuaron 356 disparos de diversos calibres.

## Entrega del buque

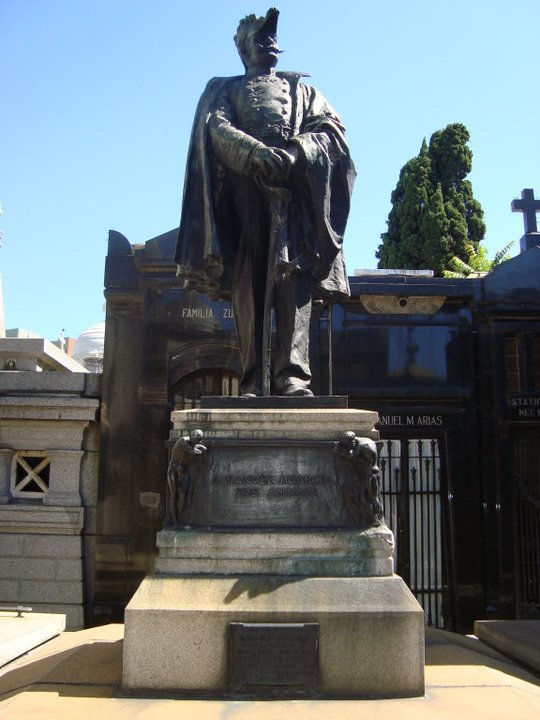
Estatua del Contraalmirante García Mansilla, sita en el Cementerio de la Recoleta.

Viendo su posición perdida, a las 21:30 los sublevados enviaron al teniente de fragata Gerardo Valotta a parlamentar con el capitán del ARA Independencia, Edelmiro Correa, quien le contestó con un ultimátum de dos horas para la entrega del buque. Una solicitud de ampliación del plazo fue aceptada, pero a las 1:30 del 30 de septiembre el ARA Independencia hizo un disparo de advertencia para la entrega inmediata del buque, que fue entonces entregado por medio del civil Guerrero (constatándose que tenía un rumbo abierto en la línea de flotación, producto del impacto de un proyectil de 240 mm). Los revolucionarios desembarcaron con todas las armas livianas del buque, y se unieron al grueso del ejército sublevado en Rosario.
El barco fue abordado por una nueva dotación encabezada por el capitán Muscari, quien puso en funcionamiento las bombas de achique para evitar que el barco se hundiera, llevándolo hasta la costa. 
Los daños en el ARA Independencia fueron menores, no sufriendo daño alguno la torpedera Espora. 
Una vez ganado el combate naval, García Mansilla desembarcó en Rosario acompañado de 50 hombres y el Capitán Correa, donde recibieron la rendición de los sublevados de la ciudad, con lo que la revolución virtualmente finalizó.